# 安宅川佳之
安宅川 佳之（あたいがわ よしゆき、1940年－2011年8月26日）は、日本の経済学者である。

## 略歴
1940年、和歌山県田辺市に生まれる。1962年、和歌山大学経済学部卒業後、日本生命、ニッセイBOT投資顧問株式会社、ニッセイアセットマネジメント株式会社の役員を務め、2001年、日本福祉大学経済学部経営開発学科通信教育部特別任用教授として赴任。2007年、日本福祉大学大学院福祉経営専攻専攻長。2011年8月26日、逝去。

## 専門分野と研究内容
長期波動論や年金・保険などに関わる社会保障制度を専門とした。
コンドラチェフ波動に関する研究者は国・内外に多いが、コンドラチェフ波動を経済システムの変化に加え、社会的変動なかでも社会的階層対立によって生じる政治思想との関連で捉えている点に特色がある。2000年に出版された著書『コンドラチェフ波動のメカニズム』においては、世界のコンドラチェフ波動の底を2005～2010年と見ている。公共政策の面では、少子化問題を主たる研究対象とし、一貫して少子化問題を長期社会経済変動との関係で捉え、社会保障制度の意義を認めつつも、社会保障制度のもたらす副作用を指摘している。

## 主な著書
- 『家族と福祉の社会経済学（少子化から日本を救う処方箋）』日本経済新聞出版社 2010
- 『長期波動からみた世界経済史』ミネルヴァ書房 2005
- 『シルバーファイナンス』日本福祉大学通信教育部 2004
- 『コンドラチェフ波動のメカニズム』ミネルヴァ書房 2000
- 「住宅投資を決定するもの（住宅投資関数論）」『住宅の経済学』共著 日本経済新聞社 1967

## 発表論文
- 社会保障をめぐる世代間対立,（日本経済新聞 経済教室）,単著, 日本経済新聞社, 2010.10.08.
- 少子化と社会保障制度の展望,『経済論集』第40号, 単著,日本福祉大学, 2010.03, pp.1-30.
- 経済活力の定量的把握について, 『経済論集』第37号, 共著,日本福祉大学, 2008.08, pp.43-62.
- 世代間対立の時代の公共政策, 『経済論集』第35号, 単著,日本福祉大学, 2007.08, pp.1-30.
- 世代間格差是正と少子化対策,（日本経済新聞 経済教室）,単著, 日本経済新聞社, 2007.05.
- コンドラチェフ波動と中国経済, 『経済論集』第33号, 単著,日本福祉大学, 2006.08, pp.73-101.
- リフレ期への展望－長期波動転換の諸条件を探る ,『景気とサイクル』第38号, 単著, 景気循環学会, 2004.07.
- 少子化と経済変動, 『保険学雑誌』第583号, 単著, 2003.05, pp.40-58.
- コーポレートガバナンスと機関投資家の役割, 『保険学雑誌』, 単著, 日本保険学学会, 2003.03.
- アメリカ型経済システムと年金制度,『証券経済研究』第34号,単著, 2001.11, pp.63-82.
- 長期波動から見た経済情勢（日本経済新聞 経済教室）, 単著, 日本経済新聞社, 2001.10.
- コンドラチエフ波動と年金制度, 『日本年金学会誌』第20号,単著, 2000, pp.121-128.
- 日本の機関投資家とコーポレート・ガバナンス, 『証券経済研究』第17号, 単著, 日本証券経済研究所, 1999.04.
- ビッグバンとデフレ対策, 『PAL98.5』, 単著, 地方公務員共済組合連合会, 1998.04.
- ビッグバンと年金基金, 『座標軸』, 単著, 日本格付投資情報センター, 1997.08.
- 政治思想と金利‐10年は続くデフレ後期, 『TRADER November1993』, 単著, 月間トレーダー社, 1993.11.
- 株価暴落とその歴史的背景, 『地方公務員共済組合連合会会報（91・11）』, 単著, 1991.11.

## 学会発表
- 公共政策と保険理論, 日本保険学会, 2007.09.
- 保険業とコーポレートガバナンス, 日本保険学会, 2002.10.